# Eucopidocaulus platypygus
Eucopidocaulus platypygus är en skalbaggsart som beskrevs av Heinrich Bernward Prell 1912. Eucopidocaulus platypygus ingår i släktet Eucopidocaulus och familjen Dynastidae. Inga underarter finns listade i Catalogue of Life.